# سوانبرگ ۸۸۷۱
سیارک ۸۸۷۱ (به انگلیسی: 8871 Svanberg، نامگذاری:1992EA22) هشت هزار و هشتصد و هفتاد و یکمین سیارک کشف شده‌است که در ۱ مارس ۱۹۹۲ کشف شد.
قدر مطلق سیارک برابر ۱۲٫۸۰ است.